# Юсупова Туті
Туті Юсупова (узб. Тути Юсупова; * 1 липня 1880 (?)—28 березня 2015) — громадянка Узбекистану, каракалпачка за національністю; за деякими даними, найстаріша з нині живих в наш час[коли?] на Землі людей. Це твердження ґрунтується на даті, зазначеній у її свідоцтві про народження та паспорті. Проте інших даних, що підтверджують цей її вік, немає. 
Вийшла заміж у 17-річному віці (1897?). Її чоловік помер у 1940-х роках. 
В останні роки жила зі своїми правнучками в аулі імені Шарафа Рашидова (колишній колгосп імен Ілліча) Турткульського району Республіки Каракалпакстан (автономії в складі Узбекистану). 
Уперше в поле зору громадськості Туті Юсупова потрапила в січні 2009 року, коли Сафар Хакімов, голова регіонального відділення Ліберально-демократичної партії Узбекистану (правляча партія), розпорядився виявити до річниці незалежності країни всіх жителів Узбекистану, чий вік становив би 100 років або перевищував би цю дату.